# Die Vier (Comic)
Die Vier (im Original Les 4 As „die 4 Asse“) ist eine französisch-belgische Comic-Serie von Georges Chaulet und François Craenhals, die 1964 erstmals erschien und bis heute fortgeführt wird.
Bislang sind 43 Bände dieser Serie erschienen, von denen in Deutschland aber nur 14 Bände in den Handel kamen.
Die ersten zehn Alben erschienen zwischen 1973 und 1982 im Carlsen Verlag, in den Jahren 1988 und 1989 erschienen weitere vier Alben beim Verlag Schreiber & Leser.
Neben den Schöpfern Chaulet und Craenhals arbeiten auch Jacques Debruyne, Alain Maury und Sergio Salma an der Serie mit.
Der Zeichenstil von François Craenhals orientiert sich an der sog. Ligne claire, der „klaren Linie“, mit ihren schattenlosen scharfgezeichneten Personen und Landschaften.

## Romane
Zuerst waren die Vier noch eine Reihe von Jugendromanen, die die außergewöhnlichen Erlebnisse von drei Jungen, einem Mädchen und deren Hund in den Mittelpunkt stellten. Für die Realisierung waren damals schon Georges Chaulet (Text) und François Craenhals (Illustrationen) verantwortlich. Die Romane sind nie in Deutschland erschienen. 1962 schlugen die beiden Kreativen dann dem Casterman-Verlag vor, die Roman-Serie in eine Comic-Serie umzuwandeln.
Die deutschen Romantitel wurden sinngemäß übersetzt.
| Original-Titel                  | übersetzter Original-Titel             | Erschienen | ×    |
| ------------------------------- | -------------------------------------- | ---------- | ---- |
| Le Fantôme de Campaville        | Das Phantom von Campaville             | 1957       | Bild |
| Les 4 As font du cinéma         | Die Vier machen Kino                   | 1958       | Bild |
| Les 4 As et le Picasso          | Die Vier und der Picasso               | 1959       | Bild |
| Les 4 As et le serpent de mer   | Die Vier und die Seeschlange           | 1961       | Bild |
| Les 4 As et le secret du donjon | Die Vier und das Geheimnis des Donjons | 1962       | Bild |
| Les 4 As au collège             | Die Vier am Collège                    | 1962       | Bild |

## Handlung
Die Handlungen der Alben decken die Abenteuer- und Film-Klischees der damaligen und heutigen Zeit ab. Da treiben Spione, Sekten, Seeungeheuer und Gespenster ihr Unwesen. Schätze müssen gehoben, unbekannte Tierarten entdeckt und neue bahnbrechende Technologien vor Missbrauch geschützt werden. Die vier Freunde reisen in nahe und ferne Länder, sogar bis zum Mars, wehren außerirdische Invasoren ab und nehmen an halsbrecherischen Wettbewerben, bspw. einer Rallye, teil. Alle Geschichten enthalten auch immer wieder lustige Situationen, die dem Slapstick der Stummfilme der 1920er Jahre alle Ehre machen würden.

## Die Hauptpersonen
Erzählt werden die fantastisch-haarsträubenden Abenteuer einer pfiffigen Kinder-Bande, die sich selbst „die Vier“ nennt. Der Name setzt sich aus den Anfangsbuchstaben ihrer Vornamen zusammen:
- Valentin, genannt Tino: Alleskönner, bastelt locker aus einer Nähmaschine ein Motorrad.
- Inge, kleine „große Dame“ der Bande: Modenärrin, Dekorateurin und Kosmetikexpertin.
- Erwin, genannt Ergo: Bücherwurm und Kopfarbeiter, hat zu jeder Situation ein passendes Zitat parat.
- Rolf, genannt Rolli: gewichtiger Feinschmecker und Meisterkoch von ausgeglichener Gemütsart.

Ferner gehören zur Bande noch Oskar, ein Foxterrier mit schwarzen Augenring, und eine motorisierte rote Seifenkiste namens Torpedo.
Die vier Hauptcharaktere haben, außer Oskar, im französischsprachigen Raum andere Namen:
| Name (deutsch)        | Name (französisch)                                   |
| --------------------- | ---------------------------------------------------- |
| Valentin, gen. „Tino“ | Marco, gen. „Lastic“                                 |
| Inge                  | Dina                                                 |
| Erwin, gen. „Ergo“    | Théo, gen. „Doct“                                    |
| Rolf, gen. „Rolli“    | Jean-Louis, gen. „Bouffi“ (franz. für „aufgedunsen“) |

Die Polizisten Erbsl und Bohner heißen im französischen Original übrigens Brodequin et Lecardunoie, wobei Brodequin auf Deutsch „Schnürstiefel“ heißt.
Es existiert noch eine andere Version der Comics, in denen die Figuren andere Namen tragen. Dort wird Valentin zu Danny, Inge zu Nina, Erwin zu Carolus, und die Gegenspieler zu Doktor Stirbligg und Hauptmann Ogottsonkopp.

## Die Nebenpersonen
- Erbsl und Bohner: zwei unterbelichtete Polizeibeamte
- Professor Tube: Wissenschaftler und Freund der Vier
- William S. Contanbanck: Milliardär und Freund der Vier
- Les Fracas: Die bösen Doppelgänger der Vier (ihre französischen Namen lauten Plastic, Damna, Drac und Baffru)
- Doktor Hargnon: Archetypus des wahnsinnigen Wissenschaftlers, bösartiges Genie
- Oberst Ostrogoth: Partner von Doktor Hargnon

## Erschienene Titel

### Übersicht der in Deutschland erschienenen Alben
Erschienen im Carlsen-Verlag
| Band | Titel im deutschsprachigen Raum                                                    | Original-Titel                    | ×    | ISBN          |
| ---- | ---------------------------------------------------------------------------------- | --------------------------------- | ---- | ------------- |
| 01   | Die Vier und die Seeschlange oder Das überraschende Ende einer Schatzsuche         | Les 4 As et le serpent de mer     | Bild | 3-551-01601-1 |
| 02   | Die Vier und der Turboglider oder Wie Napoleon Europa fast doch noch erobert hätte | Les 4 As et l'aeroglisseur        | Bild | 3-551-01602-X |
| 03   | Die Vier und die heilige Kuh oder Der Stern auf der Stirn des Rindviehs            | Les 4 As et la vache sacrée       | Bild | 3-551-01603-8 |
| 04   | Die Vier und das Nachtgespenst oder Wie die alten Damen zum Tischrücken kamen      | Les 4 As et le visiteur de minuit | Bild | 3-551-01604-6 |
| 05   | Die Vier und der Kuruku oder Der rechte Schrei zur rechten Zeit                    | Les 4 As et le couroucou          | Bild | 3-551-01605-4 |
| 06   | Die Vier und der goldene Emil oder Zelluloid ist geduldig                          | Les 4 As et la coupe d'or         | Bild | 3-551-01606-2 |
| 07   | Die Vier und der Kampf um die Krone oder Die Entführung Alexanders des Feuchten    | Les 4 As et le tyran              | Bild | 3-551-01607-0 |
| 08   | Die Vier und der Schneedrache oder Roulette kann Kopf und Kragen kosten            | Les 4 As et le dragon des neiges  | Bild | 3-551-01608-9 |
| 09   | Die Vier und die Olympia-Rallye oder Die geheimnisvollen Tricks der Roten Maske    | Les 4 As et le rallye olympique   | Bild | 3-551-01609-7 |
| 10   | Die Vier und die Robinson-Insel oder Des Widerspenstigen Zähmung                   | Les 4 As et l'ile du robinson     | Bild | 3-551-01610-0 |

Erschienen im Schreiber & Leser-Verlag
| Band | Titel im deutschsprachigen Raum           | Original-Titel                       | ×    | ISBN          |
| ---- | ----------------------------------------- | ------------------------------------ | ---- | ------------- |
| 11   | Die Vier und der blaue Diamant            | Les 4 As et le diamant bleu          | Bild | 3-922-54842-3 |
| 12   | Die Vier und der Eisberg                  | Les 4 As et l'iceberg                | Bild | 3-922-54846-6 |
| 13   | Die Vier und das Einhorn                  | Les 4 As et la licorne               | Bild | 3-922-54852-0 |
| 14   | Die Vier und das Geheimnis des Pepecapotl | Les 4 As et le secret de la montagne | Bild | 3-922-54865-2 |

### Übersicht der nicht in Deutschland erschienenen Alben
Die französischen Alben-Titel wurden sinngemäß ins Deutsche übersetzt.
| Band | Original-Titel                              | Übersetzung des Original-Titels                | Erschienen | ×    |
| ---- | ------------------------------------------- | ---------------------------------------------- | ---------- | ---- |
| 11   | Les 4 As et la ruée vers l'or               | Die Vier und der Goldrausch                    | Jan. 1973  | Bild |
| 12   | Les 4 As et le Picasso volé                 | Die Vier und der gestohlene Picasso            | Jun. 1974  | Bild |
| 13   | Les 4 As et la bombe F                      | Die Vier und die „F“-Bombe                     | Jun. 1975  | Bild |
| 14   | Les 4 As et la saucisse volante             | Die Vier und die fliegende Wurst               | Jun. 1976  | Bild |
| 15   | Les 4 As et le gang des chapeaux blancs     | Die Vier und die Bande der weißen Hüte         | Sep. 1977  | Bild |
| 16   | Les 4 As et le vaiseau fantôme              | Die Vier und das Geister-Schiff                | Dez. 1978  | Bild |
| 20   | Les 4 As et le château maléfique            | Die Vier und das Schloß des Bösen              | Mai 1982   | Bild |
| 21   | Les 4 As et le trésor des tsars             | Die Vier und der Schatz der Zaren              | Sep. 1983  | Bild |
| 22   | Les 4 As et le hold-up de la big bank       | Die Vier und der große Banküberfall            | Apr. 1984  | Bild |
| 23   | Les 4 As et le magicien                     | Die Vier und der Zauberer                      | Jan. 1985  | Bild |
| 25   | Les 4 As et la déesse des mers              | Die Vier und die Meeres-Göttin                 | Sep. 1988  | Bild |
| 26   | Les 4 As et la navette spatiale             | Die Vier und die Raumfähre                     | Sep. 1989  | Bild |
| 27   | Les 4 As et le requin géant                 | Die Vier und der Riesen-Haifisch               | Mai 1990   | Bild |
| 28   | Les 4 As et l'empire caché                  | Die Vier und das verborgene Königreich         | Apr. 1991  | Bild |
| 29   | Les 4 As et le mystère de la jungle         | Die Vier und das Geheimnis des Dschungels      | Jan. 1992  | Bild |
| 30   | Les 4 As et les extraterrestres             | Die Vier und die Außerirdischen                | Aug. 1993  | Bild |
| 31   | Les 4 As et le fantôme du Mont Saint-Michel | Die Vier und das Phantom von Mont Saint-Michel | Aug. 1994  | Bild |
| 32   | Les 4 As et le robot vandale                | Die Vier und der randalierende Roboter         | Aug. 1995  | Bild |
| 33   | Les 4 As et l’Atlantide                     | Die Vier und Atlantis                          | Aug. 1996  | Bild |
| 34   | Les 4 As et les sorcières                   | Die Vier und die Hexen                         | Aug. 1997  | Bild |
| 35   | Les 4 As et les dinosaures                  | Die Vier und die Dinosaurier                   | Sep. 1998  | Bild |
| 36   | Les 4 As et la momie                        | Die Vier und die Mumie                         | 1999       | Bild |
| 37   | Les 4 As et les fantômes                    | Die Vier und die Gespenster                    | Aug. 2000  | Bild |
| 38   | Les 4 As et le monstre des océans           | Die Vier und das Monster der Ozeane            | Aug. 2001  | Bild |
| 39   | Les 4 As et Halloween                       | Die Vier und das Halloween-Fest                | Aug. 2002  | Bild |
| 40   | Les 4 As et le loup de Tasmanie             | Die Vier und der tasmanische Wolf              | Sep. 2003  | Bild |
| 41   | Les 4 As et le grand suprême                | Die Vier und der Großmeister                   | Okt. 2004  | Bild |
| 42   | Les 4 As: Mission Mars                      | Die Vier: Mission Mars                         | Mai 2005   | Bild |
| 43   | La Balade des 4 AS                          | Die Vier auf Wanderschaft                      | Apr. 2007  | Bild |